# Christopher returns
Christopher returns es el 15.º episodio de la serie de televisión norteamericana Gilmore Girls.

## Resumen del episodio
Mientras Christopher desea quedarse unos días en Stars Hollow y visita junto con Rory todo el pueblo, la gente empieza a chismosear sobre él. Emily llama a Lorelai para informarle que, además de Christopher, los padres de éste, Straub y Francie, han llegado a Hartford, y ella decide realizar una cena especial e invitarlos a todos. Sin embargo, en dicha cena, las cosas empiezan a ponerse terribles, puesto que los padres de Christopher siguen muy molestos con Lorelai, ya que la acusan de haber truncado el futuro de su hijo al haber quedado embarazada. Además, Straub critica burlonamente el trabajo de Lorelai en la posada, pero de un momento a otro Richard estalla y sale en defensa de su hija; los padres de Christopher se enojan y se van de la casa. Emily le dice a Rory que ningún comentario dicho por Straub tiene que ver sobre su existencia; Lorelai y Christopher tienen relaciones en el balcón de la habitación de ella, y a la mañana siguiente, él le propone matrimonio pero ella no acepta, argumentando que él debe ser más maduro y responsable. Christopher se despide de Rory y regresa a California, prometiendo que se mantendrá en contacto con ellas. Finalmente, Lorelai recuerda que olvidó ayudarle a Luke para pintarle su restaurante, y ella se lo paga haciéndolo sola la siguiente mañana.

## Curiosidades
- Cuando se conocen, Dean y Christopher conversan sobre sus motos, pero, ¿acaso Dean no había dicho anteriormente a Lorelai que no tenía moto?

- Cuando Christopher está en la noche con Lorelai y Rory, ésta afirma que al día siguiente es sábado, ¿qué ocurrió entonces con la cena de aquella noche?

- en que momento del capítulo loreli recibe la llamada de Andrew informandole el rechazo de la tarjeta del papa de Rory; y cuando hablaron sobre esto rory y lorelei?

- Datos: Q5767710